# INS Surat
El INS Surat es el cuarto destructor de la clase Visakhapatnam (proyecto 15B) comisionado con la Marina India el 15 de enero de 2025.

## Construcción
Esta unidad de la clase Visakhapatnam, sucesora de la anterior clase Kolkata, fue construida por el Mazagon Dock Shipbuilders en Bombai. El destructor fue entregado a la Armada el 20 de diciembre de 2024 iniciando las pruebas de mar. Así, fue comisionado el 15 de enero de 2025 junto a la fragata INS Nilgiri y el submarino INS Vagsheer y con la presencia del primer ministro Narendra Modi.